# PCI

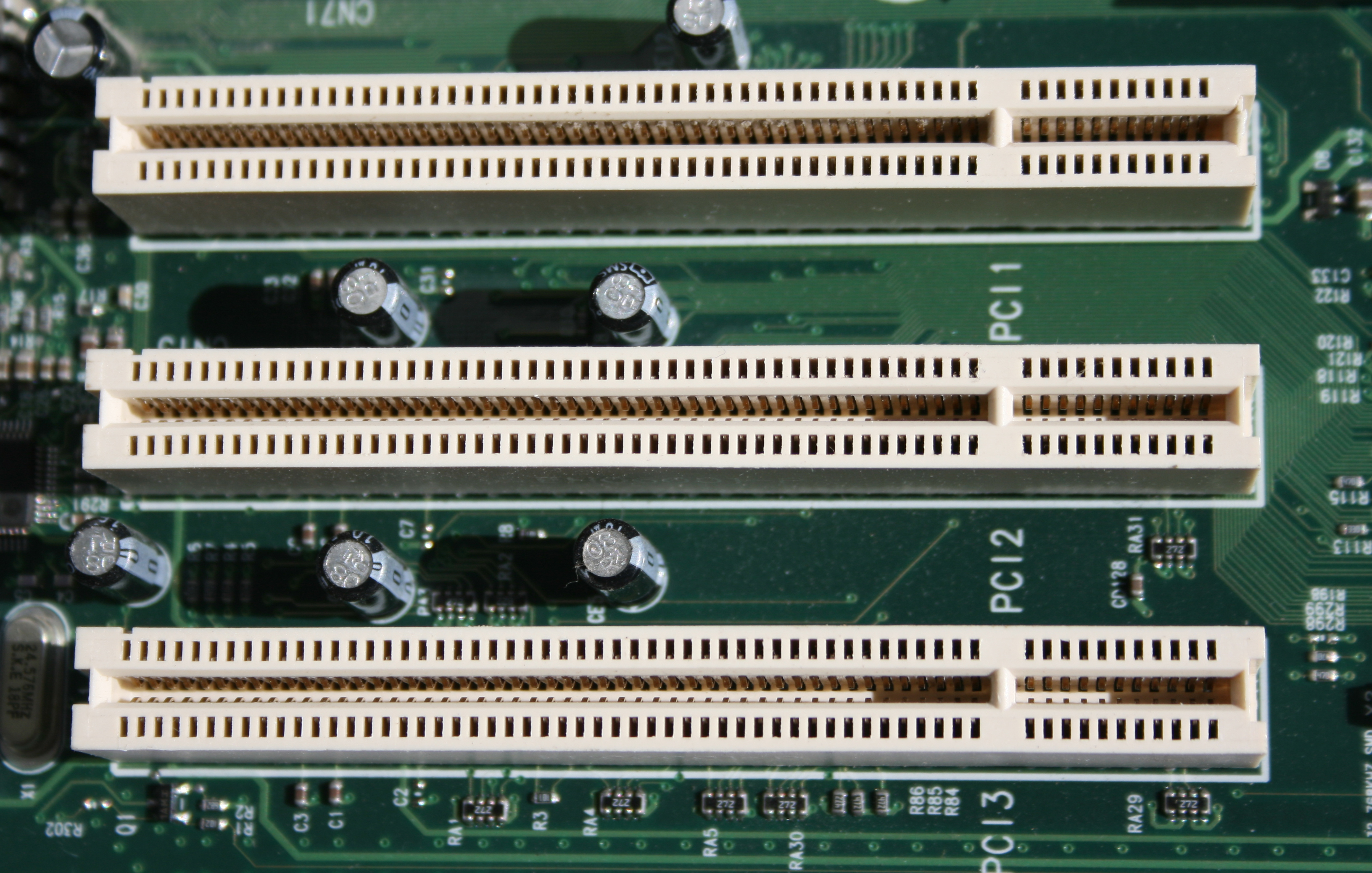
PCI csatolók egy alaplapon

A PCI (Peripheral Component Interconnect) a CPU és a perifériák összekötésére szolgáló processzorfüggetlen adatsín (ill. „busz”); a sín szélessége 32 vagy 64 bites lehet, a vezérlőfrekvenciája 33 MHz vagy 66 MHz, átviteli sebessége 133, 266 vagy 533 MB/s lehet (a bitszám és frekvencia függvényében).
Az Intel dolgozta ki a PCI (Peripheral Component Interconnect) sín ajánlását – a fejlesztés kb. 1990-ben kezdődött, az első kiadása 1992-ben jelent meg. A PCI busz ellentétben a VESA busszal teljesen elkülönül az ISA busztól. A PCI-t használó alaplapokon csak a korábbi adapterek használata miatt hagyták meg az ISA csatlakozót is.
A PCI első változata 32 bites, és szinkron működésű volt, max. 132 MB/s adatátviteli sebességgel (33 MHz). A Pentiumhoz illeszkedve megjelent a 64 bites PCI busz (66 MHz, teljes sávszélessége 528 MB/s).
A PCI processzorhoz illesztéséhez külön vezérlőáramkör szükséges, ami növeli a költségeket. Előnye, hogy maga a sín hardverfüggetlen, a megfelelő vezérlőáramkörökkel szinte minden korszerű CPU-hoz alkalmazható. Ez azt is jelenti, hogy a PCI adaptereket nemcsak az IBM PC-ben, hanem ha a szoftver egyébként támogatja, bármilyen PCI vezérlőkártyával rendelkező számítógépben alkalmazni lehet.
| Specifikáció | Év   | Változás                                                                   |
| ------------ | ---- | -------------------------------------------------------------------------- |
| PCI 1.0      | 1992 | Eredeti kiadás                                                             |
| PCI 2.0      | 1993 | Egyesített konnektor és bővítő kártya specifikáció                         |
| PCI 2.1      | 1995 | Egyesített letisztázás és hozzáadva a 66 MHz-es fejezet                    |
| PCI 2.2      | 1998 | Egyesített ECNk, és javított olvashatóság                                  |
| PCI 2.3      | 2002 | Egyesített ECNk, hibajegyzék, és törölt 5 volt csak 'keyed' bővítő kártyák |
| PCI 3.0      | 2002 | eltávolították a támogatást az 5.0 volt 'keyed' alaplapi konnektorhoz      |

## Hagyományos hardver specifikációk

A különböző bővítőkártya pozíciókat mutatja be, a 32 bites és 64 bites PCI kártyák esetén

Ezek a specifikációk reprezentálják a PCI legjellemzőbb verzióit, melyeket normál PC-ben használnak.
- 33.33 MHzes órajel párhuzamos átvitel esetén
- maximális átviteli ráta a 133 MB/s 32 bites busz sávszélességgel (33.33 MHz × 32 bit ÷ 8 bit/bájt = 133 MB/s)
- 32 bites busz sávszélesség
- 32- vagy 64 bites memóriacím-terület (4 gigabyte vagy 16 exabyte)
- 32 bites I/O port terület
- 255-bájt (egységenként) konfigurációs terület
- 5-voltos jelszint
- tükörhullám kapcsolás